# Свалбард
Вижте пояснителната страница за други значения на Шпицберген.
Архипелагът Свалбард (на норвежки: Svalbard) в Северния ледовит океан, наричан до 1925 г. (и днес в някои страни) с нидерландското име Шпицберген (Spitsbergen), е най-северната част на Норвегия и отстои на около 700 km от северните ѝ брегове и на около 650 km от източните брегове на Гренландия.
Административен център е град Лонгирбюен. Населението е 2787 души по оценка към 1 юли 2018 г.

## География
Средните географски координати на архипелага са 79° с.ш. и 18° и.д. Включва над 1000 острова с обща площ 61 022 km², като най-големите са Шпицберген (до 1969 г.: Западен Шпицберген, 37 673 km²), Североизточна земя (14 443 km²), Едж (5074 km²), Баренц (1288 km²), Квитьоя (Бели остров, 682 km²), Земя Принц Карл (615 km²), Конгсьоя (191 km²), Мечи остров (178 km²).
Бреговата линия, особено на запад и север е силно разчлена от дълбоко врязани в сушата фиорди. Релефът е предимно планински, като планинските хребети се съчетават с плата и широки долини. Най-високият връх е Нютонтопен (1713 m), намиращ се на острав Шпицберген.. Голяма част от архипелага влиза в състава на каледонската орогенеза обхванала територията на днешна Европа. Основата е изградена от мощни (над 10 km) геоложки серии, съставени от кварцити, шисти, доломити, рифейски и камбрийско-ордовишки варовици, които са препокрити с интрузивни каледонски гранити, а над тях се разполагат девонски лагунни черевеноцветни наслаги с мощност до 8 km. Източната част на архипелага (остров Североизточна Земя частично включва в състава си хипотетичната древна платформа (т.н. Баренция), чехълът на който е изграден от карбонски и кредни пясъчно-шистови слоеве с мощност до 3 km и трапи. Западната част на архипелага в миналото е представлявала обширна падина, по-късно запълнена от третични теригенни материали, съдържащи пластове с висококачествени въглища (запаси около 8 млрд.т.). Над половината от територията на Свалбард е заета от ледени щитове, долинни и планински ледници с обща площ 34,1 хил.km².
Климатът е арктичен, морски, смекчен от топлото Шпицбергенско течение (североизточно продължение на Гълфстрийм), което най-силно се проявява в западната част на архипелага. На крайбрежието средната мартенска температура (най-студения месец на архипелага) са от -13 °C на запад до -21 °C на изток, а средните юлски съответно от +4-5 °C до -2 °C. Годишната сума на валежите варира от 400 mm на югоизток, около 150 mm на североизток, до 800 – 1200 mm върху ледниците и падад изключително във вид на сняг. От края на април до края на август слънцето не залязва.
Има промишлени находища на въглища, чийто добив започва в началото на ХХ век. Предполага се наличие на залежи от нефт и природен газ в шелфа на архипелага, но Норвегия не позволява добива им в шелфа.
Почти повсеместно е разпростарена вечно замръзналата почва. Преобладават лишеите и мъховете, а висшите растения са около 150 вида. Срещат се върба джудже и бреза. Бреговете на Шпицберген през 2013 г. се обитават около 3000 полярни мечки и 10 000 северни елена. Освен тях животинският свят е представен от морски птици, полярни лисици и морски бозайници, приспособили се към климата.
Население
Населението на Свалбард е 2787 души по оценка към 1 юли 2018 г., от които 2310 д. (включително 724 чужденци) в норвежките селища Лонгирбюен и Ню Олесун, 467 д. в руските селища Баренцбург и Пирамида, 10 д. в полската станция Хонсун. В главния град Лонгирбюен живеят 2075 души (01.01.2017).
| Година | Общо | норвежци | руснаци и украинци | поляци | други* |
| ------ | ---- | -------- | ------------------ | ------ | ------ |
| 1990   | 3544 | 1125     | 2407               | 12     |        |
| 1995   | 2906 | 1218     | 1679               | 9      |        |
| 2000   | 2376 | 1475     | 893                | 8      |        |
| 2005   | 2400 | 1645     | 747                | 8      |        |
| 2009   | 2735 | 1645     | 423                | 10     | 322    |
| 2011   | 2932 | 2111     | 469                | 10     | 342    |

- Най-големите групи от други националности в Лонгирбюен са от Тайланд, Швеция, Дания и Германия.

## История
Първи, които стигат до бреговете на архипелага са руските помори (рибари и ловци) още през 11-ти и 12-ти век, но това става известно в Западна Европа едва през 15-ти век. Повторно архипелагът е открит на 19 юни 1596 от нидерландския полярен мореплаветал Вилем Баренц, който открива участък от западното му крайбрежие. През 1610 и 1613 г. английските мореплаватели Джонас Пул и Томас Едж откриват участъци от крайбрежието на най-големите острови. През 19-ти и началото на 20-ти редица изследователи и учени изследват, картират и опознават архипелага. През 1810-17 Уилям Скорсби извършва първите научни изследвания. В периода от 1810 до 1873 видните географи и учени Ото Мартин Торел (1861 г.), Адолф Ерик Норденшелд (1861, 1864, 1868 и 1873 г.), Елинг Карлсен (1863 г.) и Теодор фон Хойглин (1870 г.) извършват детайлни картографски и физикогеографски дейности. Тяхната рабога е продължена от Соломон Август Андре (1882-83 г.), Уилям Конуей (1896-97 г.), Феодосий Чернишов и Александър Василиев (1898-1901 г., градусни измервания) и Гунар Исаксен (1906-10 г., детайлно топографско картиране).
Между XVII и XIX век Свалбард е отправна точка за полярен лов. Поради това северните елени, китовете и моржовете в региона почти изчезват. През XX век Норвегия спира лова със закон и превръща архипелага в строго защитен резерват.
Архипелагът е terra nullius (ничие владение) до предявяването на претенции от Норвегия в началото на ХХ век. Нейните претенции върху архипелага са оспорвани, особено от СССР, заради богатите залежи и осъществявания добив на полезни изкопаеми. Дотогава на архипелага вече се осъществява въгледобив от американски, британски, норвежки, съветски и шведски предприятия.
На 9 февруари 1920 г. Великобритания, Италия, Нидерландия, Норвегия, САЩ, Франция, Швеция, Япония подписват Договор за Шпицберген в Париж, към който се присъединява и СССР през 1935 г. Всички страни, подписали договора (39), имат право свободно да осъществяват там стопанска дейност. СССР има право да добива въглища на островите от 1947 г.

## Статут
На 14 август 1925 г. парламентът на Норвегия, приемайки Закон за Свалбард, преименува архипелага Шпицберген на Свалбард и го обявява за „част от Кралство Норвегия“.
Архипелагът, включващ и Мечи остров, образува територията Свалбард, която се управлява от губернатор. Прилагат се особени изисквания по опазването на околната среда и защитата на правата на местните жители, събират се данъци според местните нужди и остават в Свалбард, обявен е за зона демилитаризирана зона съгласно норвежкия Закон за Свалбард, Парижкия договор за Шпицберген и по-късни международни споразумения и местни закони.

## Стопанство
След Втората световна война остават само норвежките и съветските селища. След разпадането на СССР съветските селища преминават към Русия. В днешно време единствено Норвегия и Русия развиват икономическа дейност – въгледобив (най-вече на о-в Шпицберген), риболов, туризъм и пр.
Свалбард има връзка по море с Тромсьо в Норвегия и Мурманск в Русия от юни до ноември. Има връзка по въздуха между Тромсьо и Свалбард от 1974 г.

## Снимки
- Планините Adventtoppen и Hiorthfjelet в Adventfjorden, точно на север от Longyearbyen
- Предупредителен знак за полярна мечка на североизточната граница на Лонгиърбиен
- Университетският център в Свалбард (UNIS)